# Peter Forsberg
Peter Forsberg (Örnsköldsvik, 20 luglio 1973) è un ex hockeista su ghiaccio svedese che giocava nel ruolo di centro. Ha giocato nella National Hockey League con la maglie dei Québec Nordiques, dei Colorado Avalanche, dei Philadelphia Flyers e dei Nashville Predators.

## Carriera

### Club
Ha cominciato la sua carriera da professionista nel 1990 nella squadra della sua città natale, i Modo Hockey, in Svezia. Fin da giovane, Forsberg è stato considerato un atleta di indubbio talento.
Venne selezionato come sesta scelta assoluta dai Philadelphia Flyers nel 1991, ma non giocò nessuna partita con la compagine della Pennsylvania poiché fu ceduto ai Québec Nordiques (oggi Colorado Avalanche) in uno scambio che entrò nella storia: i Flyers cedettero ai Nordiques - oltre a Forsberg - Mike Ricci, Steve Duchesne, Kerry Huffman, Ron Hextall, Chris Simon, due diritti di draft e 15 milioni di dollari, ricevendo in cambi Eric Lindros, prima scelta dei canadesi, che però aveva rifiutato di sottoscrivere il contratto.
Non esordì subito: rimase altri due anni in Svezia. Alla sua prima stagione (1994-1995), Forsberg diede velocemente prova delle sue qualità con uno score di 50 punti durante la stagione abbreviata a causa della serrata. D'altro canto questo exploit gli ha permesso di ottenere il trofeo Calder. Negli anni seguenti ha continuato a brillare, conquistando due volte la Stanley Cup con gli Avalanche. Durante la stagione 2002-2003, fu il migliore realizzatore della NHL, con 106 punti. Questa prestazione gli ha permesso di ottenere l'Hart Memorial Trophy. Forsberg ha partecipato anche a 5 All-Star Games NHL, e tre volte nella prima squadra. Si è pure aggiudicato una volta l'Art Ross Trophy.
Durante il lockout della stagione 2004-2005, è tornato a giocare per il Modo. Al ritorno ha risolto il contratto con Colorado, sottoscrivendone uno di due anni con i Philadelphia Flyers, grazie al quale si è assicurato 10,7 milioni di dollari. Il 6 febbraio 2011 torna nella NHL, firmando un contratto con i Colorado Avalanche, annunciando poi il ritiro definitivo dopo 2 sole partite, il 14 febbraio 2011.

### Nazionale
Con la maglia della nazionale svedese ha vinto le sue prime olimpiadi a Lillehammer 1994 (mise a segno il rigore decisivo della finale con una finta entrata così tanto nell'immaginario collettivo da essere immortalata su un francobollo svedese) e il campionato del mondo del 1998. Ha partecipato anche ai Giochi di Nagano 1998, ed era il capitano della nazionale svedese che batté in finale la Finlandia a Torino 2006 (suo l'assist per la rete decisiva del 3-2 di Nicklas Lidström).

## Palmarès
- 1994: Medaglia d'oro (Lillehammer 1994)
- 1994-95: All-Rookie Team (NHL)
- 1994-95: Calder Memorial Trophy (NHL)
- 1995-96: Convocato per l'All-Star Game (NHL)
- 1995-96: Stanley Cup Colorado Avalanche (NHL)
- 1997-98: Convocato per l'All-Star Game (NHL)
- 1997-98: Convocato per l'All-Star Team nella prima squadra (NHL)
- 1998: Medaglia d'oro (Campionato del mondo di hockey su ghiaccio). Fu inoltre inserito nell'All Star Team del torneo.
- 1998-99: Convocato per l'All-Star Game (NHL)
- 1998-99: Convocato per l'All-Star Team nella prima squadra (NHL)
- 2000-01: Convocato per l'All-Star Game (NHL)
- 2000-01: Stanley Cup Colorado Avalanche (NHL)
- 2002-03: Convocato per l'All-Star Game (NHL)
- 2002-03: NHL Plus/Minus Award ex aequo con Milan Hejduk (NHL)
- 2002-03: Hart Memorial Trophy (NHL)
- 2002-03: Art Ross Trophy (NHL)
- 2006: Medaglia d'oro (Torino 2006)

Forsberg è uno dei 18 giocatori del Triple Gold Club, ovvero coloro che sono riusciti ad aggiudicarsi nella loro carriera, il titolo olimpico, quello mondiale e la Stanley Cup.

## Statistiche
| Stagione   | Team                | Lega       | PG  | G   | A   | Pt  | Pen | PG  | G  | A   | Pt  | Pen |
| 1990-91    | Modo Hockey         | Elitserien | 23  | 7   | 10  | 17  | 22  | -   | -  | -   | -   | -   |
| 1991-92    | Modo Hockey         | Elitserien | 39  | 9   | 19  | 28  | 78  | -   | -  | -   | -   | -   |
| 1992-93    | Modo Hockey         | Elitserien | 39  | 23  | 24  | 47  | 92  | 3   | 4  | 1   | 6   | 0   |
| 1993-94    | Modo Hockey         | Elitserien | 39  | 18  | 26  | 44  | 82  | 11  | 9  | 7   | 16  | 14  |
| 1994-95    | Modo Hockey         | Elitserien | 11  | 5   | 9   | 14  | 20  | -   | -  | -   | -   | -   |
| 1994-95    | Québec Nordiques    | NHL        | 47  | 15  | 35  | 50  | 16  | 6   | 2  | 4   | 6   | 4   |
| 1995-96    | Colorado Avalanche  | NHL        | 82  | 30  | 86  | 116 | 47  | 22  | 10 | 11  | 21  | 18  |
| 1996-97    | Colorado Avalanche  | NHL        | 65  | 28  | 58  | 86  | 73  | 14  | 5  | 12  | 17  | 10  |
| 1997-98    | Colorado Avalanche  | NHL        | 72  | 25  | 66  | 91  | 94  | 7   | 6  | 5   | 11  | 12  |
| 1998-99    | Colorado Avalanche  | NHL        | 78  | 30  | 67  | 97  | 108 | 19  | 8  | 16  | 24  | 31  |
| 1999-00    | Colorado Avalanche  | NHL        | 49  | 14  | 37  | 51  | 52  | 16  | 7  | 8   | 15  | 12  |
| 2000-01    | Colorado Avalanche  | NHL        | 73  | 27  | 62  | 89  | 54  | 11  | 4  | 10  | 14  | 6   |
| 2001-02    | Colorado Avalanche  | NHL        | -   | -   | -   | -   | -   | 20  | 9  | 18  | 27  | 20  |
| 2002-03    | Colorado Avalanche  | NHL        | 75  | 29  | 77  | 106 | 70  | 7   | 2  | 6   | 8   | 6   |
| 2003-04    | Colorado Avalanche  | NHL        | 39  | 18  | 37  | 55  | 30  | 11  | 4  | 7   | 11  | 12  |
| 2004-05    | Modo Hockey         | Elitserien | 33  | 13  | 26  | 39  | 88  | 1   | 0  | 0   | 0   | 2   |
| 2005-06    | Philadelphia Flyers | NHL        | 60  | 19  | 56  | 75  | 46  | 6   | 4  | 4   | 8   | 4   |
| NHL Totals | NHL Totals          | NHL Totals | 638 | 235 | 580 | 815 | 588 | 139 | 61 | 101 | 162 | 135 |

Statistiche aggiornate al 23 aprile 2006.